# Shediac
Shediac (franska: Shédiac) är en ort i Kanada.   Den ligger i provinsen New Brunswick, i den östra delen av landet, 900 km öster om huvudstaden Ottawa. Shediac ligger 16 meter över havet och antalet invånare är 4 735.
Terrängen runt Shediac är platt. Havet är nära Shediac åt nordost. Närmaste större samhälle är Dieppe, 19,3 km sydväst om Shediac. 
I omgivningarna runt Shediac växer i huvudsak blandskog. Runt Shediac är det ganska glesbefolkat, med 22 invånare per kvadratkilometer.